# Казахстан на летних Азиатских играх 2014
На Летних Азиатских играх 2014 года в Инчхоне участвовало 414 спортсменов Казахстана.

## Медалисты
| Медаль  | Спортсмен | Вид спорта                | Дисциплина                                   |
| ------- | --- | ------------------------- | -------------------------------------------- |
| Золото  | Нурмахан Тыналиев | Борьба                    | Мужчины, греко-римская борьба, до 130 кг     |
| Золото  | Маргарита Елисеева | Тяжёлая атлетика          | Женщины, до 48 кг                            |
| Золото  | Сметов Елдос | Дзюдо                     | Мужчины, до 60 кг                            |
| Золото  | Анастасия Давыдова Мария Дмитриенко Оксана Середа | Стрельба                  | Женщины, командный трап                      |
| Золото  | Дмитрий Баландин | Плавание                  | Мужчины, 100 м брассом                       |
| Золото  | Дмитрий Баландин | Плавание                  | Мужчины, 200 м брассом                       |
| Золото  | Андрей Голубев Михаил Кукушкин Александр Недовесов | Теннис                    | Мужчины, командное первенство                |
| Золото  | Ольга Сафронова | Лёгкая атлетика           | Женщины, 200 м                               |
| Золото  | Маргарита Мукашева | Лёгкая атлетика           | Женщины, 800 м                               |
| Золото  | Ольга Рыпакова | Лёгкая атлетика           | Женщины, тройной прыжок                      |
| Золото  | Мадихан Махметов Сергей Губарев Александр Аксёнов Роман Пилипенко Владимир Ушаков Алексей Шмидер Мурат Шакенов Руслан Укуманов Антон Коляденко Андрей Рекечинский Алексей Панфили Бранко Пекович Александр Фёдоров            | Водное поло               | Мужчины                                      |
| Серебро | Алмас Утешов | Тяжёлая атлетика          | Мужчины, до 96 кг                            |
| Серебро | Зульфия Чиншанло | Тяжёлая атлетика          | Женщины, до 53 кг                            |
| Серебро | Мария Грабовецкая | Тяжёлая атлетика          | Женщины, свыше 75 кг                         |
| Серебро | Нурмахан Тыналиев | Борьба                    | Мужчины, вольная борьба, до 57 кг            |
| Серебро | Есболат Нуржумбаев | Борьба                    | Мужчины, вольная борьба, до 86 кг            |
| Серебро | Даулет Шабанбай | Борьба                    | Мужчины, вольная борьба, до 125 кг           |
| Серебро | Гюзель Манюрова | Борьба                    | Женщины, вольная борьба, до 75 кг            |
| Серебро | Максим Раков | Дзюдо                     | Мужчины, до 100 кг                           |
| Серебро | Азиз Калкаманулы Азамат Муканов Максим Раков Елдос Сметов Ержан Шинкеев Дастан Икибаев Тимур Болат | Дзюдо                     | Мужчины, командное первенство                |
| Серебро | Екатерина Руденко | Плавание                  | Женщины, 50 м на спине                       |
| Серебро | Екатерина Руденко | Плавание                  | Женщины, 100 м на спине                      |
| Серебро | Светлана Герасимович Марина Васильева | Академическая гребля      | Женщины, двойки парные                       |
| Серебро | Ришат Ливеншо | Ушу                       | Мужчины, саньда, до 65 кг                    |
| Серебро | Алия Ассимова Виктория Горбунова Сабина Аширбаева Екатерина Скорикова | Художественная гимнастика | Женщины, командное первенство                |
| Серебро | Светлана Иванчукова Виктория Зябкина Анастасия Тулапина Ольга Сафронова | Лёгкая атлетика           | Женщины, эстафета 4×100 метров               |
| Серебро | Нурсултан Мамаев | Тхэквондо                 | Мужчины, до 58 кг                            |
| Бронза  | Екатерина Немич Александра Немич | Синхронное плавание       | Женщины, дуэт                                |
| Бронза  | Айгерим Анарбаева Амина Ермаханова Ксения Качурина Алина Маткова Юлия Кемпель Екатерина Немич Александра Немич Айсулу Наурызбаева Дания Талгатова Кристина Тыныбаева                                                          | Синхронное плавание       | Женщины, комбинация                          |
| Бронза  | Алмат Кебиспаев | Борьба                    | Мужчины, греко-римская борьба, до 59 кг      |
| Бронза  | Досжан Картиков | Борьба                    | Мужчины, греко-римская борьба, до 75 кг      |
| Бронза  | Ерулан Искаков | Борьба                    | Мужчины, греко-римская борьба, до 98 кг      |
| Бронза  | Мамед Ибрагимов | Борьба                    | Мужчины, вольная борьба, до 97 кг            |
| Бронза  | Татьяна Аманжол | Борьба                    | Женщины, вольная борьба, до 48 кг            |
| Бронза  | Азамат Муканов | Дзюдо                     | Мужчины, до 66 кг                            |
| Бронза  | Ленария Мингазова | Дзюдо                     | Женщины, до 52 кг                            |
| Бронза  | Мариан Урдабаева | Дзюдо                     | Женщины, до 63 кг                            |
| Бронза  | Дмитрий Алексанин Эльмир Алимжанов Дмитрий Грязнов Руслан Курбанов | Фехтование                | Мужчины, командная шпага                     |
| Бронза  | Татьян Приходько Тамара Почекутова Диана Паманша Юлия Живица | Фехтование                | Женщины, командная сабля                     |
| Бронза  | Камила Керимбаева Юлия Путинцева Ярослава Шведова | Теннис                    | Женщины, командное первенство                |
| Бронза  | Нурсултан Турсункулов | Ушу                       | Мужчины, саньда, до 75 кг                    |
| Бронза  | Виталий Васильев Михаил Таскин Евгений Васильев Владислав Яковлев | Академическая гребля      | Мужчины, четвёрки                            |
| Бронза  | Виктория Чепикова Екатерина Артемьева | Академическая гребля      | Женщины, двойки распашные без рулевой        |
| Бронза  | Юрий Юрков Игорь Пирекеев Ратмир Миндияров | Стрельба                  | Мужчины, пневм.винтовка лёжа, 50 м (команды) |
| Бронза  | Бахтияр Ибраев | Стрельба                  | Мужчины, движущаяся мишень, 10 м             |
| Бронза  | Бахтияр Ибраев Андрей Гуров Расим Мологлы | Стрельба                  | Мужчины, движущаяся мишень, 10 м (команды)   |
| Бронза  | Андрей Могилевский | Стрельба                  | Мужчины, трап                                |
| Бронза  | Александра Жаркова Наталья Шепелина Айжан Акелбаева Анна Турова Камила Жакирова Анастасия Миршина Замира Мырзабекова Оксана Сайчук Асель Жакаева Марина Гриценко Наталья Александрова Аружан Егембердиева Кристина Крассикова | Водное поло               | Женщины                                      |
| Бронза  | Ольга Сафронова | Лёгкая атлетика           | Женщины, 100 м                               |
| Бронза  | Ирина Эктова | Лёгкая атлетика           | Женщины, тройной прыжок                      |
| Бронза  | Кайрат Сарымсаков | Тхэквондо                 | Мужчины, до 68 кг                            |